# Edith Stein
Edith Stein, znana tudi kot sv. Terezija Benedikta od Križa (nemško Teresia Benedicta vom Kreuz, latinsko Teresia Benedicta a Cruce), svetnica Rimskokatoliške cerkve, nemška filozofinja, * 12. oktober 1891, Breslau, Nemško cesarstvo, † 9. september 1942, koncentracijsko taborišče Auschwitz. 
Izhajala je iz judovske družine, vendar se je spreobrnila v katoličanko in postala nuna v redu karmeličank. Leta 1998 je bila razglašena za svetnico Rimskokatoliške cerkve.

## Življenje

### Zgodnja leta
Edith Stein je bila rojena v kraju Breslau, ki je v tem času pripadal Nemčiji, v judovski družini kot najmlajša izmed enajstih otrok. Njen oče, ki je vodil trgovino z lesom, je umrl, ko je imela Edith šele dve leti. Njena mama je tako prevzela vodenje trgovine in skrbela za celotno družino ter jim omogočila izobrazbo. Čeprav je bila Edith ves čas izpostavljena judovskim običajem in je občudovala mamino trdno vero, je bila v najstniških letih ateistka.  

### Šolanje in delo
Leta 1911 se je vpisala na univerzo v Breslavu ter tam študirala nemščino, zgodovino in psihologijo. Vedno bolj se je zanimala za filozofijo in smisel človeškega življenja. Šolanje je nadaljevala na Univerzi v Göttingenu, kjer je študirala pod okriljem priznanega nemškega filozofa Edmunda Husserla, pri katerem je pozneje delala kot asistentka in učiteljica. V času prve svetovne vojne je kot prostovoljka delala pri Rdečem križu v bolnišnici na Moravskem, kjer je pomagala ranjencem in se tako dnevno srečevala z občutkom empatije. Slednje je tudi navdihnilo njen kasnejši doktorat iz filozofije z naslovom O problemu empatije (Zum Problem der Einfühlung). 
Z vero se je ponovno srečala leta 1917, ko je obiskala vdovo filozofa, fenomenologa Adolfa Reinacha, ki ga je spoznala med šolanjem. Po njenih besedah se je sprva bala srečanja z vdovo, a je bila prijetno presenečena, ko je videla močno in verno osebo, namesto žalujoče in zlomljene žene. Pozneje je Stein zapisala, da je bilo to njeno prvo srečanje s križem in božansko močjo.
Njeno zanimanje za Rimskokatoliško cerkev je z leti raslo, do ključnega trenutka pa je prišlo leta 1921, ko je brala avtobiografijo svetnice Terezije Avilske. Branje te knjige jo je navdihnilo in tudi okrepilo njeno odločitev o spreobrnjenju. Krstila se je leto pozneje in takoj želela popolnoma sprejeti verski način življenja ter kot nuna vstopiti v red karmeličank. S to željo pa se ni strinjal njen duhovni mentor Raphael Walzer, ki ji je svetoval, da še naprej preučuje filozofske teme. Po njegovem nasvetu se je zopet posvetila filozofskim temam in jih bogatila s krščanskim izročilom. Svojo službo pri Husserlu je zamenjala za poučevanje v dekliškem samostanu v Speyerju in tam ostala vse do leta 1931. Veliko časa je namenila tudi prevajanju, med drugim je prevedla tudi delo filozofa Tomaža Akvinskega O resnici (Quaestiones Disputatae de Veritate), čigar zamisli je kasneje preučevala. 
Leta 1932 je sprejela mesto predavateljice na Nemškem inštitutu za znanstveno pedagogiko v Münstru, vendar se mu je po enem letu morala odpovedati zaradi judovskega porekla, saj takratna nacistična vlada ni bila prizanesljiva do Judov, tudi spreobrnjenih. Tako je raje uresničila svojo prejšnjo namero in odšla v Köln, kjer je vstopila v tamkajšnji karmeličanski samostan in prevzela ime Terezija Benedikta od Križa, po vzoru Terezije Avilske. Po vstopu v samostan se je bila pripravljena odpovedati vsem študijam in pisanju, vendar je od predstojnikov dobila dovoljenje, da s svojimi preučevanji nadaljuje. Pisala je predvsem filozofske in duhovne spise ter knjige. Dokončala je tudi delo Končna in večna bit (Endliches und ewiges Sein).

### Kasnejše življenje in smrt
Pritiski nacistične vlade so se z leti stopnjevali, kar je vplivalo na Edith. Da samostana ne bi spravila v nevarnost, je zaprosila za premestitev. Leta 1938 se je s pomočjo skupnosti v Kölnu pretihotapila čez mejo na Nizozemsko in bila sprejeta v sestrski samostan v Echtu. Kasneje se ji je pridružila tudi sestra Rosa, ki se je prav tako spreobrnila v katoličanko. Med bivanjem v Echtu je začela s pisanjem ene izmed njenih najpomembnejših študij Znanost križa (Kreuzeswissenschaft), v kateri je obravnavala svetega Janeza od Križa, ki je skupaj s Terezijo Avilsko ustanovil red karmeličank. Dela ni nikoli dokončala. 
Vsa prizadevanja za zagotovitev varnosti Edith Stein pred nemško vlado, so bila na koncu zaman. 2. avgusta 1942 so jo zajeli nacisti in odpeljali v koncentracijsko taborišče Auschwitz, kjer je bila kasneje skupaj z mnogimi sojetniki umorjena v plinski celici.
Dvajset let po njeni smrti se je začel postopek za razglasitev njene blaženosti. Tako je bila 1. maja 1987 z beatifikacijo v Kölnu proglašena za mučenico, enajst let kasneje, 11. oktobra 1998, v Vatikanu za svetnico in nazadnje 1. oktobra 1999 skupaj s sv. Katarino Siensko in sv. Brigito Švedsko za sozavetnico Evrope.

## Filozofija in mišljenje
Edith Stein se je pri svojih filozofskih preučevanjih osredotočala predvsem na človeka in smisel njegovega obstoja. Pojem človeka je opredelila z vidika svobode in s tem povezane odgovornosti. Lotila se je tudi preučevanja razmerja med družbo in posameznikom ter njegovega položaja v tem razmerju. Poudarjala je pomembnost dialoga in medsebojnega vplivanja med ljudmi. Sama se je označila za filozofinjo zvesto Bogu in njegovim naukom ter se umestila v tok obstoja, ki ne obstaja v času.
Na njena zgodnejša dela je imel velik vpliv filozof in ustanovitelj fenomenologije Edmund Husserl, pri katerem je delala kot asistentka in učiteljica. Njeno prvo delo je doktorska disertacija iz leta 1916 z naslovom O problemu empatije. V njej želi razložiti, kako je mogoče imeti vpogled v prepričanja in vrednote druge osebe, katerih človek ne more deliti z empatijo. Prav tako se je zavzemala za boljši položaj žensk v družbi in napisala veliko esejev na to temo, kasneje izdanih v zbirki Frauenbildung und Frauenberufe (1949). Ženske je preučevala predvsem z vidika fenomenologije in poudarjala razlike med ženskami in moškimi. Prepričana je bila, da imajo ženske in moški drugačno pojmovanje razmerja med dušo in telesom ter da so ženske bolj intuitivne ter bolje celostno in psiho-duhovno predstavljene. 
V njenih kasnejših delih prevladuje združevanje različnih filozofskih motivov z verskimi vsebinami, na kar je vplival njen prestop h krščanstvu. V delu Končna in večna bit, v kateri je poskušala združiti različne koncepte Edmunda Husserla in Akvinskega, je razlagala o Gospodovi moči in kako se ta kaže preko dejanj in svobodne volje. Pri opisovanju bitja, resničnosti in občestva ne opusti starih simbolov in dognanj, temveč uspešno obnovi resnico, ki se skriva v njih, ter poskuša obnoviti idejo človeškega obstoja, kakršen je pojmovan v napetosti med imanentno svetovno realnostjo in transcendentnim svetom. 

## Pomembnejša dela
- Zum Problem der Einfühlung (1916)
- Psychische Kausalität (1922)
- Individuum und Gemeinschaft (1922)
- Eine Untersuchung über den Staat (1925)
- Frauenbildung und Frauenberufe (1949)
- Končna in večna bit: poskus vzpona do smisla biti (Endliches und ewiges Sein: Versuch eines Aufstieges zum Sinn des Seins) (1950)
- Znanost križa (Kreuzeswissenschaft: Studie über Joannes a Cruce) (1950)
- Bit in oseba : prispevek h krščanskemu stremljenju k resnici (Welt und Person : Beitrag zum christlichen Wahrheitsstreben) (1962)
- Aus dem Leben einer jüdischen Familie. Das Leben Edith Steins: Kindheit und Jugend (1965)
- Selbstbildnis in Briefen (1976)
- Verborgenes Leben: Hagiographische Essays, Meditationen, geistliche Texte (1987)
- Hrepenenje po resnici (In der Kraft des Kreuzes) (1987)
- Ganzheitliches Leben: Schriften zur religiösen Bildung (1990)
- Einführung in die Philosophie (1991)
- Der Aufbau der menschlichen Person (1994)
- Was ist der Mensch? Eine theologische Anthropologie (1994)

## Dela, prevedena v slovenščino

### Knjige
- Stein, E. 2000. Jasli in križ. Sora: Karmeličanski samostan (COBISS) (2. izdaja: 2006 (COBISS))
- Stein, E. 2000. Prestopila sem prag Gospodove hiše. Sora: Karmeličanski samostan (COBISS)
- Stein, E. 2001. Od končnega k večnemu: misli za vsak dan. Sora: Karmeličanski samostan (COBISS) (2. izdaja: 2006 (COBISS))
- Stein, E. 2004. Hrepenenje po resnici. Ljubljana: Novi svet (COBISS) (1. ponatis: 2012 (COBISS))
- Stein, E. 2008. Znanost križa. Celje: Celjska Mohorjeva družba: Društvo Mohorjeva družba (COBISS)
- Stein, E. 2012. Bit in oseba: prispevek h krščanskemu stremljenju k resnici. Celje: Celjska Mohorjeva družba: Društvo Mohorjeva družba (COBISS)
- Stein, E. 2015. Končna in večna bit: poskus vzpona do smisla biti. Ljubljana: Družina (COBISS)

### Članki
- Človek - evharistično bitje (1977) (COBISS)
- Kaj je filozofija? : pogovor med Edmundom Husserlom in Tomažem Akvinskim (1994)  (COBISS)
- Jagnjetova svadba (1999) (COBISS)
- Molitev k Svetemu Duhu (1999) (COBISS)
- Bistvena in dejanska bit (1999) (COBISS)
- Misli k velikemu tednu 1938 (2000) (COBISS)
- Hrepenenje po naravnosti: oblikovanje življenja v duhu sv. Elizabete (2007) (COBISS)
- Evharistična vzgoja (2009) (COBISS)